# Панчінета
Панчінета (ісп. Panchineta, баскською pantxineta) — десерт Країни Басків і Наварри. Це солодкий пиріг або тістечко з листкового тіста, наповнене густим заварним кремом, зверху посипане мигдалем і прикрашене цукровою пудрою.
Панчинета була створена в Сан-Себастьяні близько 1915 року в місцевій кондитерській House of Otaegui, заснованої в 1886 році.
У той час Сан-Себастьян був літнім курортом для іспанської королівської сім'ї, аристократів і буржуазії. Кондитерські та ресторани процвітали під час Прекрасної епохи, зазвичай подаючи їжу та страви, значною мірою під впливом кухні сусідньої Франції. Верогідно, панчинета була придумана як спроба імітувати традиційні французькі тарти з франжипаном. Однак замість використання звичайної начинки з франжипана на основі мигдалю, пекар в Otaegui використовував густий заварний крем і покрив пиріг зовнішнім шаром листкового тіста. Спочатку вони називали тістечко "frantxi-pan", що на місцевому баскському діалекті швидко трансформувалося в "pantxineta". З моменту появи десерт набув популярності завдяки своїй простоті і смаку, і в даний час вважається одним з основних десертів баскської кухні.

## Приготування
Десерт може готуватися як пиріг, який потім нарізають на шматочки, або як порційні тістечка. Для приготування на один лист сирого тіста викладають досить густий крем, закривають іншим листом і защипують краї, змащують яйцем і посипають меленим мигдалем, ставлять у духовку. Перед подачею посипають цукровою пудрою. Зазвичай десерт подають теплим або розігрітим. Іноді його подають із гарячим шоколадним сиропом, яким десерт поливають зверху.